# Frenchcore
Le frenchcore est un genre musical dérivé de la techno hardcore, ayant émergé en France durant la fin des années 1990 et début des années 2000, à ne pas confondre avec le style vestimentaire du même nom.

## Histoire

### Débuts et stagnation
Les prémices du genre peuvent être retracées au milieu des années 1990, par exemple avec Gangstar Toons Industry, l'un des groupes pionniers du techno hardcore français, fondé en 1994. Les premiers événements liés au frenchcore sont retracés lors des free parties en France, principalement influencées par les événements d'early hardcore, à la fin des années 1990.
À cette période, des albums tels que Neurophonie (1999) et Anesthésie Internationale (2000), du groupe Micropoint, aident à la popularisation et à la démocratisation du genre, qui partage certains traits de la musique gabber néerlandaise. Les premiers labels indépendants, comme Epiteth Rec. (créé par Laurent Hô, aident également à la popularisation du genre en France, et des labels tels que Randy 909% Records popularisent le genre au-delà de la France, principalement sur le continent européen.

### Réinvention

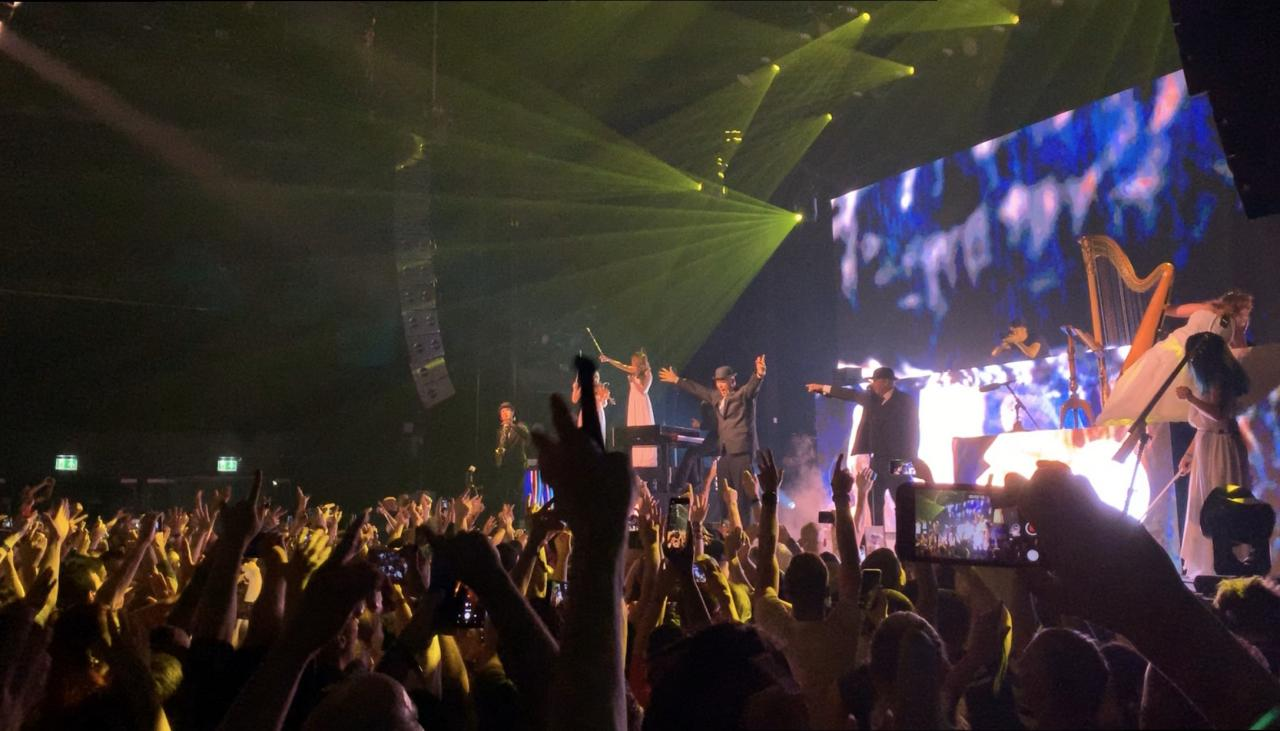
Dr. Peacock en live à Tilbourg au Peacock in Concert (2019).

Les années 2010 assistent à la réinvention du frenchcore, la montée en puissance de nouveaux artistes, et une forte influence néerlandaise, le genre devenant de plus en plus populaire aux Pays-Bas. En 2011, la première édition de Frenchcore, s'il vous plaît! a lieu à Culemborg ; l'édition 2012 de Thunderdome, le plus grand festival de hardcore au monde, avait une zone dédiée exclusivement au frenchcore. En 2014, Defqon.1, le plus grand festival de hardstyle au monde, a ajouté une scène frenchcore pour la première fois.
Les sorties sur Peacock Records approfondissent le changement du genre vers un son encore plus harmonique et moderne créé par des producteurs plus jeunes. En 2016, la popularité du frenchcore moderne s'étend au-delà de l'Europe pour la première fois lorsque Dr. Peacock effectue une tournée aux États-Unis avec des représentations à New York, Denver, Phoenix et Pittsburgh. Dr. Peacock s'est également produit à Sydney, en Australie, la même année.
Plusieurs membres de Peacock Records commencent à s'inspirer davantage des artistes hardstyle et à appeler leur genre « euphoric frenchcore » autour de l'année 2016. Avec la nouvelle influence mélodique dans le genre, le style commence à attirer les auditeurs de hardstyle. De nombreux artistes frenchcore ont commencé à expérimenter l'intégration d'instruments live dans leurs performances, par opposition aux performances utilisant uniquement du matériel DJ. La popularité du genre a rapidement augmenté lorsque Sefa, le protégé de Dr. Peacock âgé de 17 ans, sort son premier album Leven is Lijden en 2018. L'album fait découvrir le frenchcore à de nombreux fans de hardstyle, et Sefa commence à se produire régulièrement dans les principaux festivals de hardstyle.
La présence du frenchcore dans les festivals de styles plus durs s'accroit au cours de l'année 2018. Dr. Peacock se produit sur la scène principale de Defqon.1 et clôture Qlimax, l'événement intérieur annuel de Q-dance au Gelredome. Il devient le premier artiste à jouer un set frenchcore dans l'histoire de l'événement. En 2019, Sefa produit le premier hymne frenchcore de Defqon.1, et joue le set de clôture du festival.
L'industrie musicale subit des pertes importantes en raison de la pandémie de Covid-19 en 2020, ce qui fait que de nombreux événements se sont déroulés de manière virtuelle. Dr. Peacock se produit alors avec des musiciens en direct à la Pyramide d'Austerlitz dans le cadre de l'édition virtuelle de Defqon.1, et Sefa se produit dans une montgolfière dans le cadre de l'édition virtuelle de Mystery Land,. Cet été-là, Masters of Hardcore lance un nouveau label de frenchcore euphorique en collaboration avec Re-Style, Rapture Records. À l'automne 2020, Q-dance sort son premier film Qlimax : The Source, qui contient une section frenchcore produite par Sefa. Le film est ajouté à Netflix le 22 décembre.
En 2021, Dr. Peacock et Sefa se produisent avec plusieurs musiciens live sur le voilier néerlandais De Vrijheid sur l'IJsselmeer dans le cadre de Defqon.1 at Home. Quelques jours plus tard, ils jouent un set frenchcore de 30 minutes sur la station de radio nationale néerlandaise SLAM!. À la fin de l'été, Sefa joue des sets frenchcore lors de plusieurs manifestations Unmute Us d'Amsterdam pour protester contre la façon dont le gouvernement néerlandais traite le secteur du divertissement pendant la crise du Covid-19. Les manifestations ont rempli les rues d'Amsterdam avec 70 000 manifestants. Lors de l'édition située à Leyde en septembre, l'organisation d'événements frenchcore et uptempo BKJN Events organise un line-up complet de musique frenchcore et uptempo lors de la manifestation,.

## Caractéristiques
Le frenchcore est un genre entièrement créé par assistance informatique. Il se caractérise par un tempo élevé, oscillant habituellement entre 180 et 240 battements par minute (BPM), composé sur une mesure à quatre temps. Le genre fait usage d'instruments d'orientations minimaliste, industriel, techno et early hardcore. Les producteurs utilisent souvent des samples de voix, souvent en français, tirés de films, de vidéos, de bandes son ou de jeux vidéo.

## Artistes et labels

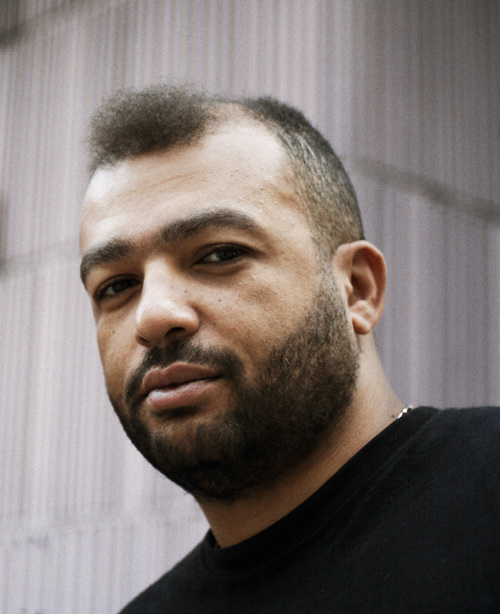
Radium, acteur notable de la scène frenchcore et fondateur du label français Psychic Genocide,.

Les artistes et groupes notoires du genre incluent notamment Radium, The Sickest Squad,, Psiko, Al Core, Le Bask, Adrenokrome, Lowroller (à ses débuts sous le nom de D-Tox), Dr. Peacock, et Bartoch. Plus récemment, des noms comme Floxytek, Billx, NeoQor émergent sur la scène frenchcore.
Parmi les labels discographiques, on peut citer Psychik Genocide, sous-label du français Audiogenic, dont le fondateur est Radium en 1996, et dont le catalogue est uniquement composé d'artistes marqués frenchcore, surtout français mais aussi internationaux comme The Speed Freak ou Hellfish. Au fil des années, le label recrutera de nouveaux compositeurs comme Maissouille (2007), Pattern J (2009), et DJ Mutante (2011).

## Festivals
Le frenchcore est régulièrement joué lors d'événements comme les festivals Masters of Hardcore, Defqon.1, Nightmare Outdoor, Dominator et Hardshock,. Lors du festival Thunderdome, en décembre 2012, le label organisateur ID&T a aménagé un hall appelé « The Frenchcore Dome », dans lequel uniquement du frenchcore a été joué, mixé et présenté par The Speed Freak, Radium, Sandy Warez, Dr. Peacock, J-Roon & Cosmix, et Enthorine.
Hormis ces festivals de renom, il existe d'autres festivals indépendants, cette fois uniquement axés frenchcore. Un festival néerlandais appelé Vive La Frenchcore a été créé à cet effet. L'événement est considéré par Partyflock comme « le plus grand festival frenchcore au monde. » Un autre événement appelé I Am Frenchcore est également organisé chaque année.
Noisekick, producteur et compositeur néerlandais de terror et speedcore, organise fréquemment un festival nommé Frenchcore, s'il vous plaît!, où se produisent des compositeurs originaires notamment des Pays-Bas, d'Italie, de Belgique, d'Allemagne, du Royaume-Uni et de France. La troisième édition du festival se déroule le 12 octobre 2012, la quatrième édition le 2 mars 2013, et la cinquième édition le 12 octobre 2013. Tous les tickets de cette cinquième édition ont été vendus en Italie, en Suisse et même en Suède. La sixième édition du festival, avec 26 heures non-stop de sessions musicales, se déroule le 1er mars 2014 à Culemborg. La septième édition est organisée au  club Rodenburg à Beesd, Pays-Bas le samedi 7 février 2015 de 22 h à 10 h.